# Consolador

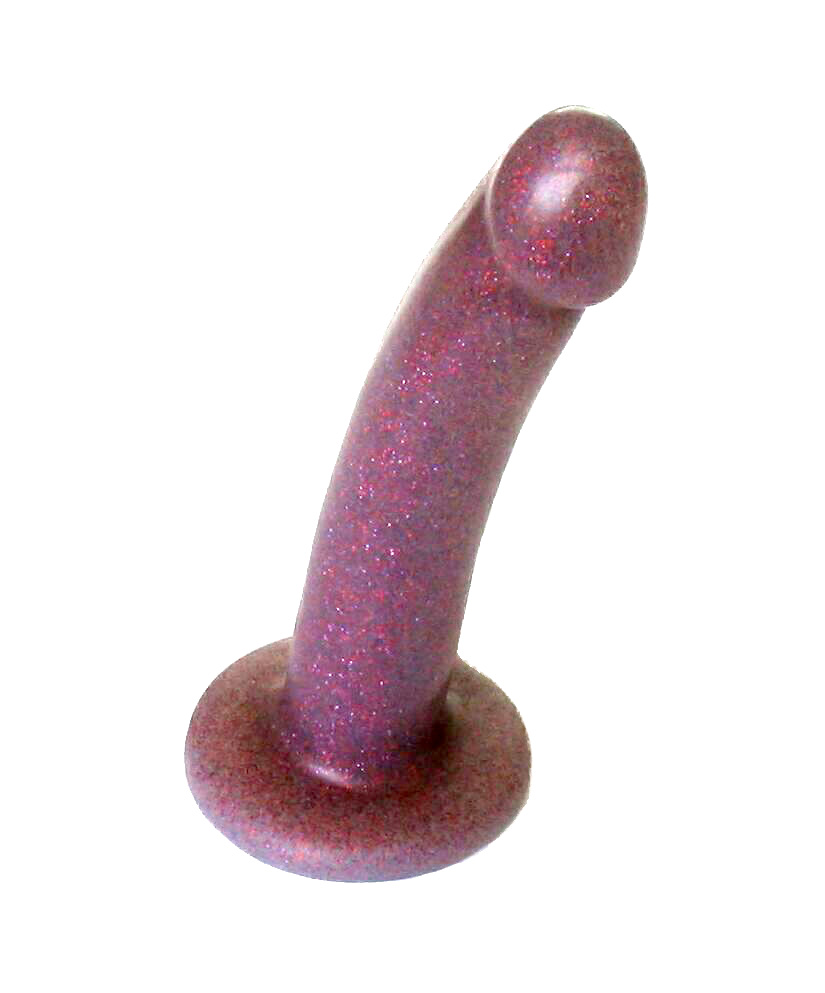
Un consolador de silicona

Un consolador (castellanisme), olisbe o godomací és un complement o joguina sexual utilitzada de temps immemorials per a la masturbació d'homes i dones. Hi ha proves que ja s'utilitzaven fa trenta mil anys. Apareixen al primer llibre de sexe d'Europa, el medieval Speculum al foder. Solen tenir forma fàl·lica, si bé per a alguns un consolador és tot allò que es pugui introduir per la vagina per a donar plaer sexual, encara que tinguin un aspecte diferent. Alguns inclouen en aquesta definició les pròtesis de penis, mentre que d'altres les consideren a part. Una variant moderna, que inclou un petit mecanisme que el fa vibrar per si sol, es diu vibrador.

## Etimologia

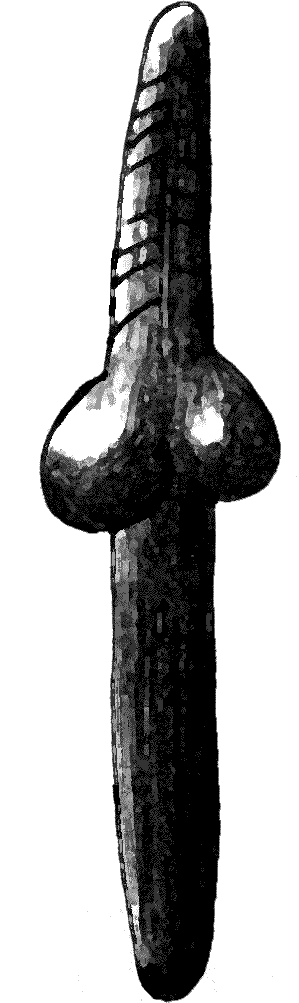
Consolador de l'any 27.000 aC, trobat a la República Txeca

El mot consolador ve del castellà, derivat de consolar, del llatí consŏlātōre.
La forma usada al català medieval, godomassí o godomacil/godamacil (també escrit «guadamassil», «guadamazir» o «guardemacil» amb -r- sobrevinguda), prové de l'àrab hispànic ḡadamisí, i aquesta de l'àrab ḡadāmisī 'de Gadames', en referència al cuir emprat per a fer-lo, que era cuir de la ciutat de Ghadames, a Líbia. És possible que aquesta forma donés el mot en francès godemichou, predecessor de l'actual godemichet.
Vegeu Guadamassil (cuiro adornat amb dibuixos estampats en pintura o en relleu, usat per a cobrir objectes).

## Galeria d'imatges

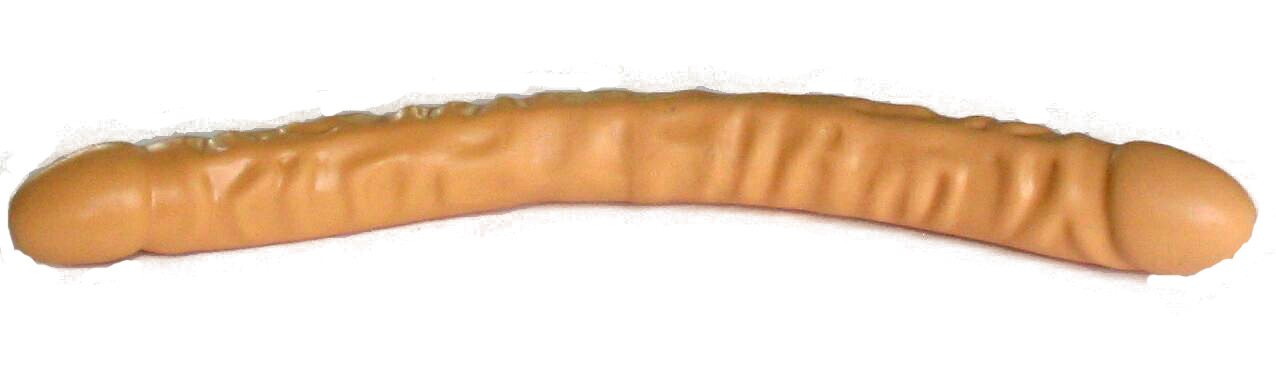
Un consolador doble
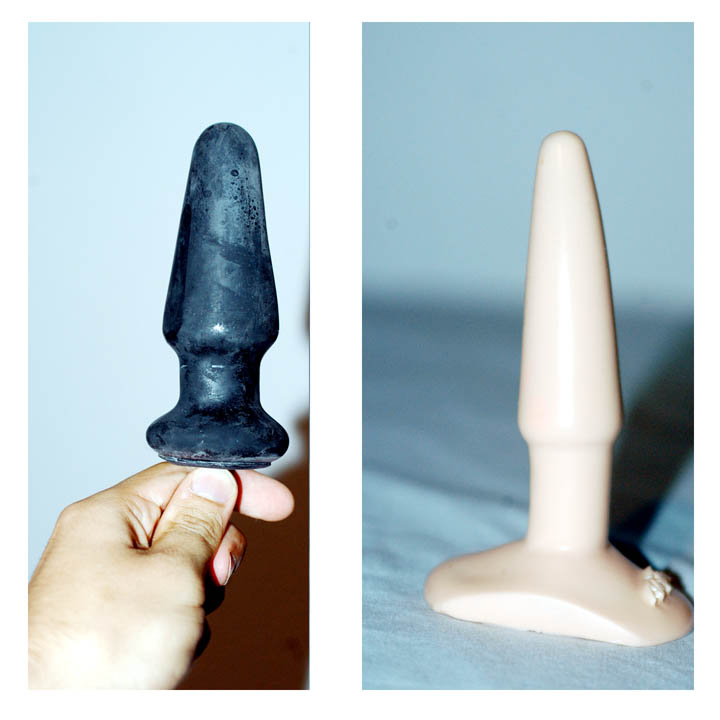
Un consolador anal
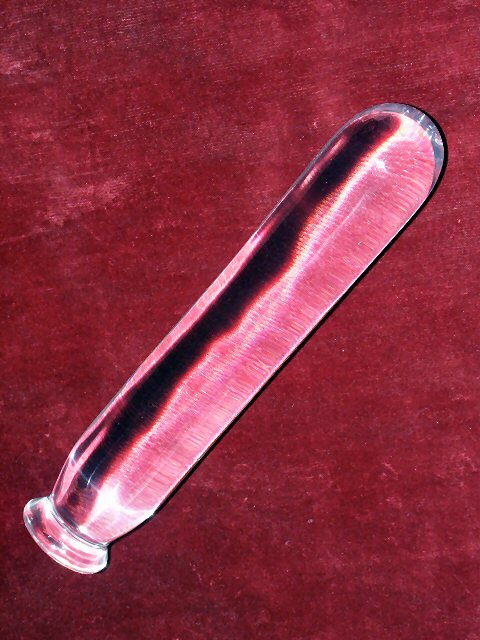
Consolador de vidre per veure-hi
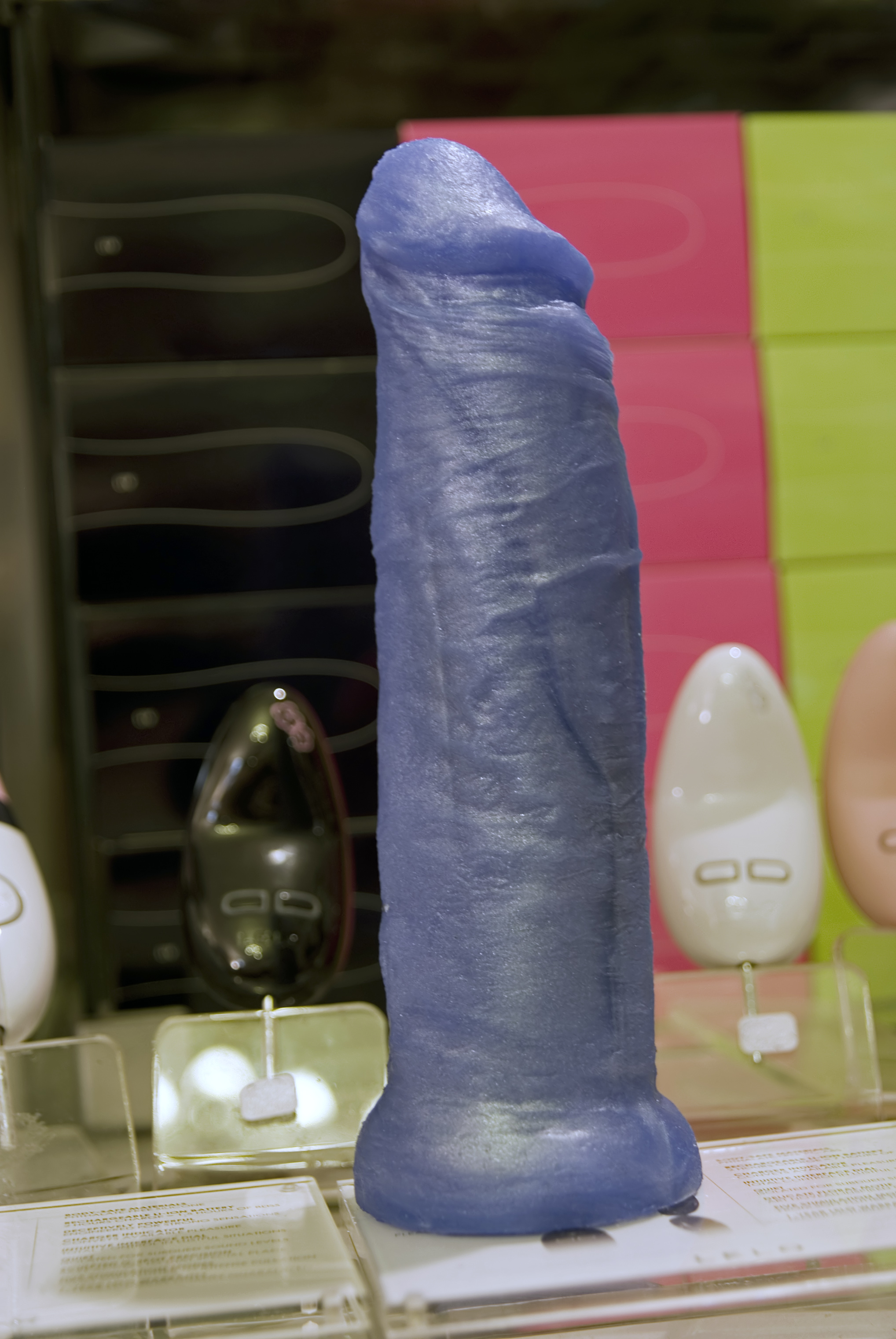
Consolador de gran mida